# هاینریش فون فلدکه

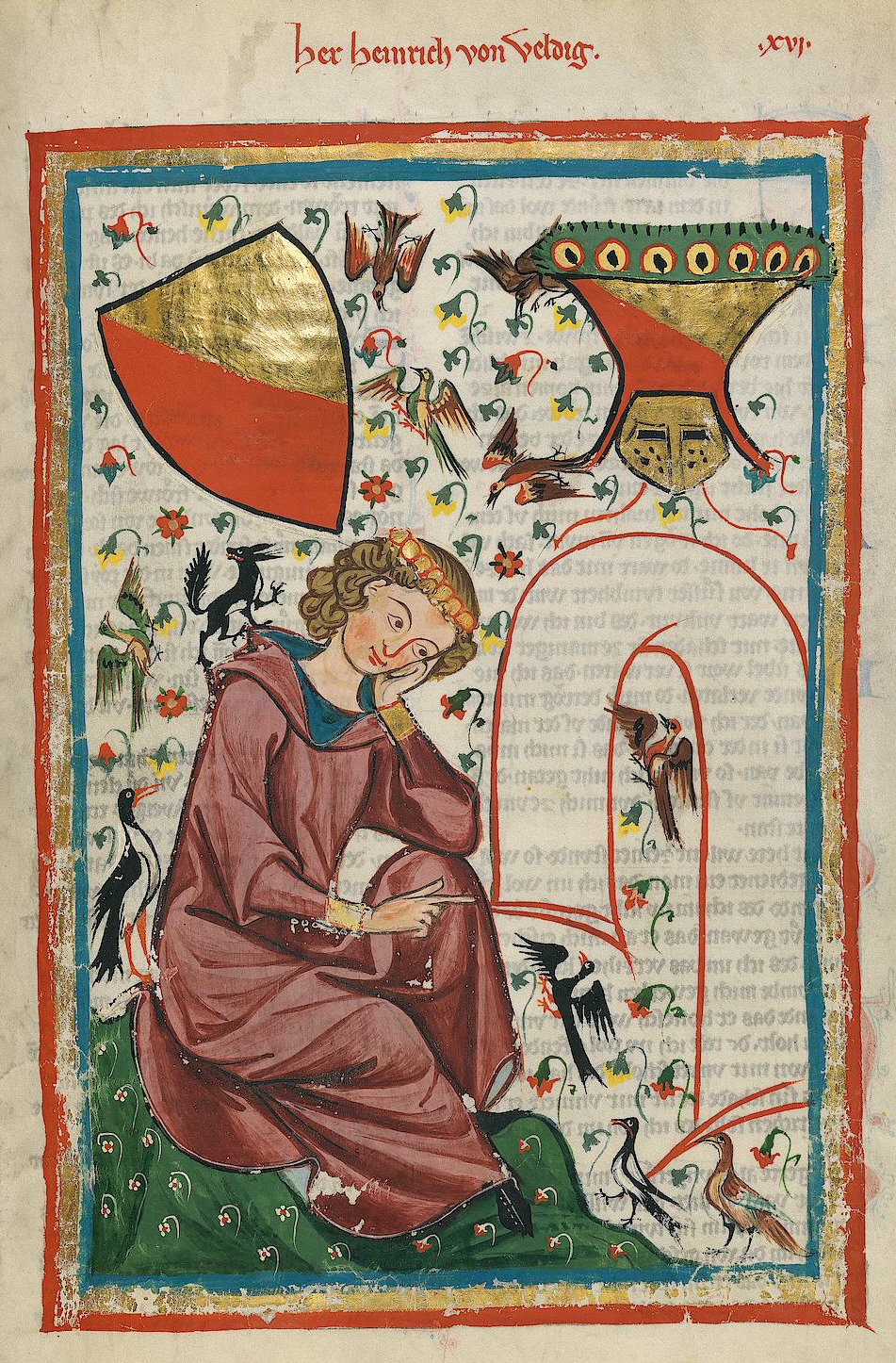
هاینریش فون ولدکه

هاینریش فون فلدکه (Heinrich von Veldeke؛ زاده حدود ۱۱۴۰–۵۰ در نزدیکی ماستریخت، لورن سفلی [واقع در هلند امروزی] – درگذشته حدود ۱۱۹۰) شاعر اشراف‌زاده آلمانی بود که به‌دلیل گویش مرزی‌اش هلندی‌ها نیز او را نخستین شاعر شناخته‌شده ادبیات خود می‌دانند.